# Фроста
Фроста (норв. Frosta) — коммуна в губернии Нур-Трёнделаг в Норвегии. Административный центр коммуны — город Фроста. Официальный язык коммуны — нейтральный. Население коммуны на 2007 год составляло 2466 чел. Площадь коммуны Фроста — 76,34 км², код-идентификатор — 1717.

## История населения коммуны
Население коммуны за последние 60 лет.

Статистика коммуны Фроста